# دلغشا (ملكشاهي)
دلغشا (بالفارسية: دلگشا) هي منطقة سكنية تقع في إيران في Gachi District. يقدر عدد سكانها بـ 3,931 نسمة .